# Reciproco
In matematica, con reciproco di un numero {\displaystyle X} si indica il numero che moltiplicato per {\displaystyle X} dia come risultato 1; e può essere indicato come {\displaystyle {\frac {1}{X}}} (frazione unitaria) o anche {\displaystyle X^{-1}}.
Generalmente quando si fa riferimento ai reciproci, si intendono soltanto i reciproci dei numeri interi:
{\displaystyle {\frac {1}{2}};{\frac {1}{3}};{\frac {1}{4}};\cdots } , ma in realtà è utilizzato anche per indicare il reciproco di un numero decimale, ad esempio il reciproco di {\displaystyle 0,625} è {\displaystyle 1/0,625=1,6.}

## Reciproci particolari
Ci sono infinite coppie di reciproci che hanno la proprietà di avere la stessa parte decimale; noto è l'esempio del numero aureo {\displaystyle \varphi }. Tali numeri si ricavano come le soluzioni positive dell'equazione di secondo grado
{\displaystyle {\frac {1}{x}}=x-n,}
che può essere riscritta in modo più standard come {\displaystyle x^{2}-nx-1=0}, con {\displaystyle n} appartenente all'insieme dei numeri interi.
Utilizzando la formula risolutiva, si trova che questi numeri sono della forma
{\displaystyle x={\frac {n+{\sqrt {n^{2}+4}}}{2}}}.
Vengono qui visualizzati i numeri risultanti per i primi valori di {\displaystyle n,} insieme ai loro reciproci.
| N  | X                | 1/X          |
| -- | ---------------- | ------------ |
| 1  | 1,6180339887 (φ) | 0,6180339887 |
| 2  | 2,4142135624     | 0,4142135624 |
| 3  | 3,3027756377     | 0,3027756377 |
| 4  | 4,2360679775     | 0,2360679775 |
| 5  | 5,1925824036     | 0,1925824036 |
| 6  | 6,1622776602     | 0,1622776602 |
| 7  | 7,1400549446     | 0,1400549446 |
| 8  | 8,1231056256     | 0,1231056256 |
| 9  | 9,1097722286     | 0,1097722286 |
| 10 | 10,0990195136    | 0,0990195136 |